# Ophthalmologica
Ophthalmologica – szwajcarskie czasopismo okulistyczne wydawane od 1899. Specjalizuje się w pracach dotyczących schorzeń ciała szklistego i siatkówki (retinologia, choroby witreoretinalne). Oficjalny organ EURETINA – European Society of Retina Specialists. Dwumiesięcznik.
W latach 1899–1938 periodyk ukazywał się pod niemieckojęzycznym tytułem „Zeitschrift für Augenheilkunde”. Czasopismo jest recenzowane i publikuje prace oryginalne z obszaru okulistyki klinicznej oraz eksperymentalnej (etiologia chorób oczu, techniki diagnostyczne, zmiany w procedurach medycznych i chirurgicznych stosowanych w okulistyce), ze szczególnym uwzględnieniem schorzeń siatkówki. Obok prac oryginalnych publikowane są także przeglądy porządkujące najnowszy stan wiedzy na dany temat.
Pismo ma współczynnik wpływu impact factor (IF) wynoszący 1,605 (2017). W międzynarodowym rankingu SCImago Journal Rank (SJR) mierzącym wpływ i znaczenie poszczególnych czasopism naukowych „Ophthalmologica” zostało w 2017 sklasyfikowane na:
- 22. miejscu wśród czasopism okulistycznych[5] oraz
- 15. miejscu wśród czasopism z kategorii: Sensory Systems[6].

W polskich wykazach czasopism punktowanych przez Ministerstwo Nauki i Szkolnictwa Wyższego publikacja w tym czasopiśmie otrzymywała 20 punktów (lata 2013–2016) oraz 100 punktów (wg listy punktowanych czasopism z 2019).
Publikacje ukazujące się w tym czasopiśmie są indeksowane m.in. w ProQuest Central, OCLC, Current Contents – Clinical Medicine, Science Citation Index, Web of Science, Chemical Abstracts, Google Scholar, Embase, PubMed oraz w Scopusie.
Wydawcą jest szwajcarski Karger AG z Bazylei. Redaktorem naczelnym jest Sebastian Wolf – dyrektor uniwersyteckiej kliniki okulistycznej w Bernie.